# Катериновский сельский совет (Сахновщинский район)
Катериновский сельский совет — входит в состав Сахновщинского района Харьковской области Украины.
Административный центр сельского совета находится в село Катериновка.

## История
- 1924 — дата образования.

## Населённые пункты совета
- село Катериновка
- село Берестовое
- село Александровка
- село Песковатое
- село Халтурина